# О знаменитых мужах (Ильдефонс Толедский)
О знамени́тых мужа́х (лат. De viris illustribus) — сочинение Ильдефонса Толедского, написанное после 618 года.

## О знаменитых мужах
Книга Ильдефонса представляет собой продолжение и дополнение к одноимённым книгам Иеронима Стридонского «De viris illustribus», Геннадия Массилийского «De viris illustribus» и Исидора Севильского «De viris illustribus». Книга состоит из 14 глав. Следуя Иерониму, Геннадию и Исидору, каждая глава содержит краткую биография одного из 14 выдающихся деятелей: отцов церкви и церковных писателей, в отличие от предшественников Ильдефонс не включил в свою книгу биографию ни одного еретика. Главы, посвящённые каждому автору в основном, располагаются в хронологической последовательности. Из 14 персон, описываемых в книге, 12 являются испанскими епископами; а семь из них — это епископы города Толедо. Кроме биографий испанских епископов в книгу включены биографии Григория Великого, папы римского, и Доната, монаха Африканского.
Ценной особенностью его труда является включение биографий известных христианских писателей, современников Ильдефонса. Книга содержит не только важные свидетельства о жизни знаменитых людей, но и сведения о их сочинениях, многие из которых не сохранились до наших дней. Сочинение Ильдефонса включено в 96 том Patrologia Latina.

## Содержание книги
- 1. Григорий, папа Римский
- 2. Астурий, епископ Толедский[кат.][1]
- 3. Монтан, епископ Толедский[исп.][2]
- 4. Донат, монах Африканский[3]
- 5. Авразий, епископ Толедский[исп.][4]
- 6. Иоанн, епископ Сарагосы[5]
- 7. Елладий, епископ Толедский[исп.][6]
- 8. Юст, епископ Толедский[7]
- 9. Исидор Севильский[8]
- 10. Ноннит, епископ Жироны[9]
- 11. Конантий, епископ Паленсии[исп.][10]
- 12. Браулио, епископ Сарагосы[11][12]
- 13. Евгений, епископ Толедский[13]
- 14. Евгений другой, епископ Толедский[исп.][14]

## Издания
- PL 96. col. 195
- España sagrada: Trata de la Provincia Cartaginense …, Том 5. Enrique Flórez. Real Academia de la Historia, 1839. p. 451 Архивная копия от 20 августа 2016 на Wayback Machine
- Hildefonsus Toletanus Episcopus. Liber De Viris Illustribus Архивная копия от 1 мая 2013 на Wayback Machine